# Phenacomys
A Phenacomys az emlősök (Mammalia) osztályának rágcsálók (Rodentia) rendjébe, ezen belül a hörcsögfélék (Cricetidae) családjába tartozó nem.

## Rendszerezés
A nembe az alábbi 2 faj tartozik:
- kanadai fenyőpocok (Phenacomys intermedius) Merriam, 1889 – típusfaj
- Phenacomys ungava Merriam, 1889